# Акэти (род)
Акэти (яп. 明智氏 Акэти-си) — японский самурайский род

## История
Род Акэти являлся ветвь клана Токи (土岐氏), который происходил от Сэйва-Гэндзи (清和源氏). Клан Акэти возвысился в поздней части периода Сэнгоку во второй половине XVI века. Первоначально род Акэти служил клану Токи, который в 1540 году потерпел поражение от клана Сайто.
Наиболее известным представителем клана является Акэти Мицухидэ (1528—1582), сын Акэти Мицуцуны (1497—1535). Он был известный поэт и мастер чайной церемонии. Первоначально Акэти Мицухидэ был вассалом клана Сайто и присоединился к Оде Нобунаге примерно в 1566 году после того, как последнему покорилась провинция Мино, родина Мицухидэ. В 1571 году за верную службу Акэти Мицухидэ получил замок Сакамото в провинции Оми. Наряду с Сибатой Кацуиэ и Тоётоми Хидэёси он стал одним из доверенных лиц Нобунага. В 1569—1573 годах он выполнял поручения Нобунага в качестве посредника между ним и последним сёгуном из династии Асикага — Ёсиаки.
В 1582 году Акэти Мицухидэ с верным войском (10 000 чел.) осадил своего сюзерена Оду Нобунгу в храме Хоннодзи в Киото, заставив его совершить сэппуку. После гибели Нобунаги Мицухидэ вернулся в Киото, получил аудиенцию у императора и провозгласил себя сёгуном. Узнав об этом, Тоётоми Хидэёси и Токугава Иэясу со своими силами выступили на Киото, чтобы отомстить Мицухидэ за гибель Нобунаги. 2 июля того же 1582 года в битве при Ямадзаки Акэти Мицухидэ был разгромлен Тоётоми Хидэёси, в этом сражении он погиб.

## Представители клана
- Акэти Мицуцугу (1468—1538), вассал клана Токи
- Акэти Мицуцуна (1497—1535), сын предыдущего, вассал клана Токи
- Акэти Мицухидэ (1528—1582), сын предыдущего.
- Акэти Мицухара (ок. 1536—1582), вассал клана Токи, двоюродный брат Мицухидэ
- Акэти Мицутада (1540—1582), двоюродный брат Мицухидэ
- Акэти Мицуёси (1569—1582), старший сын Мицухидэ.
- Акэти Хидэмицу (ок. 1536—1582), приёмный сын Мицухидэ.